# Neville McNamara
Sir Neville Patrick McNamara KBE, AO, AFC, AE (ur. 17 kwietnia 1923 w Toogoolawah w stanie Queensland, zm. 7 maja 2014 w Jervis Bay) – australijski marszałek lotnictwa (Air Chief Marshal) służący w Royal Australian Air Force.
W latach 1979–1982 Neville McNamara był głównodowodzącym sztabu RAAF, a w latach 1982-1984 pełnił funkcję naczelnego dowódcy Australijskich Sił Zbrojnych (Australian Defence Force).